# Ixoroideae
Ixoroideae Raf. è una sottofamiglia di piante della famiglia delle Rubiaceae.

## Tassonomia
Basandosi sia sui caratteri morfologici che su quelli molecolari, le Rubiaceae venivano tradizionalmente divise in tre sottofamiglie: Ixoroideae (sin. Dialypetalanthoideae), Cinchoinoideae e Ruboideae. Le Ixoroideae e le Cinchoinoideae risultano più strettamente correlate. Le piante appartenenti alle Ixoroideae sono morfologicamente diverse così che non sono stati stabiliti caratteri comuni per la loro classificazione. L'introduzione dell'analisi molecolare alla sistematica ha fortemente migliorato la classificazione fra le sottofamiglie. L'attuale classificazione tribale all'interno di questa sottofamiglia è prevalentemente sostenuta dall'analisi molecolare del DNA. I dati molecolari hanno rilevato la presenza di 26 tribù all'interno di questa sottofamiglia, che complessivamente comprendono circa 4000 specie.

### Tribù
La sottofamiglia Ixoroideae comprende le seguenti tribù:
- Tribù Airospermeae Kainul. & B.Bremer
  - Generi: Airosperma, Boholia
- Tribù Alberteae Hook.f.
  - Generi: Alberta, Nematostylis, Razaﬁmandimbisonia
- Tribù Aleisanthieae Mouly, J.Florence & B.Bremer
  - Generi: Aleisanthia, Aleisanthiopsis, Greeniopsis
- Tribù Augusteae Kainul. & B.Bremer
  - Generi: Augusta, Wendlandia
- Tribù Bertiereae (K.Schum.) Bridson
  - Generi: Bertiera
- Tribù Coffeeae DC.
  - Generi: Argocoffeopsis, Belonophora, Calycosiphonia, Coffea, Diplospora, Discospermum, Empogona, Nostolachma, Paracoffea, Sericanthe, Tricalysia, Xantonnea, Xantonneopsis
- Tribù Condamineeae Hook.f.
  - Generi: Alseis, Bathysa, Bothriospora, Calycophyllum, Capirona, Chimarrhis, Condaminea, Dialypetalanthus, Dioicodendron, Dolichodelphys, Dolicholobium, Elaeagia, Emmenopterys, Ferdinandusa, Hippotis, Macbrideina, Macrocnemum, Mastixiodendron, Mussaendopsis, Parachimarrhis, Pentagonia, Picardaea, Pinckneya, Pogonopus, Rustia, Schizocalyx, Simira, Sommera, Tammsia, Warszewiczia, Wittmackanthus
- Tribù Cordiereae A.Rich. ex DC.
  - Generi: Agouticarpa, Alibertia, Amaioua, Botryarrhena, Cordiera, Duroia, Glossostipula, Kutchubaea, Melanopsidium, Riodocea, Stachyarrhena, Stenosepala
- Tribù Crossopterygeae F.White ex Bridson
  - Generi: Crossopteryx
- Tribù Gardenieae A.Rich. ex DC.
  - Generi: Aidia, Aoranthe, Atractocarpus, Aulacocalyx, Benkara, Brachytome, Brenania, Bungarimba, Burchellia, Byrsophyllum, Calochone, Casasia, Catunaregam, Ceriscoides, Coddia, Deccania, Dioecrescis, Duperrea, Euclinia, Gardenia, Gardeniopsis, Genipa, Heinsenia, Hyperacanthus, Kailarsenia, Kochummenia, Larsenaikia, Macrosphyra, Mantalania, Massularia, Morelia, Oligocodon, Oxyceros, Phellocalyx, Pleiocoryne, Porterandia, Preussiodora, Randia, Rosenbergiodendron, Rothmannia, Rubovietnamia, Schumanniophyton, Sphinctanthus, Tamilnadia, Tarennoidea, Tocoyena, Vidalasia (+ Adenorandia, Aidiopsis, Alleizettella, Fosbergia, Himalrandia, Pseudaidia, Pseudomantalania[5])
- Tribù Greeneeae Mouly, J.Florence & B. Bremer
  - Generi: Greenea, Spathichlamys
- Tribù Henriquezieae Bremek.
  - Generi: Henriquezia, Gleasonia, Platycarpum
- Tribù Ixoreae A.Gray
  - Generi: Ixora
- Tribù Jackieae Korth.
  - Generi: Jackiopsis, Zuccarinia
- Tribù Mussaendeae Hook.f.
  - Generi: Aphaenandra, Bremeria, Heinsia, Landiopsis, Mussaenda, Pseudomussaenda, Schizomussaenda, Neomussaenda
- Tribù Octotropideae Bedd.
  - Generi: Canephora, Chapelieria, Cremaspora, Didymosalpinx, Feretia, Fernelia, Flagenium, Galiniera, Gallienia, Hypobathrum, Hyptianthera, Jovetia, Kraussia, Lamprothamnus, Lemyrea, Nargedia, Octotropis, Paragenipa, Petitiocodon, Polysphaeria, Pouchetia, Ramosmania, Villaria
- Tribù Pavetteae [Dumort.
  - Generi: Cladoceras, Coleactina, Coptosperma, Dictyandra, Homollea, Homolliella, Leptactina, Nichallea, Pachystylus, Paracephaelis, Pavetta, Robbrechtia, Rutidea, Schizenterospermum, Tarenna, Tennantia, Triflorensia
- Tribù Posoquerieae Delprete
  - Generi: Molopanthera, Posoqueria
- Tribù Retiniphylleae Hook.f.
  - Generi: Retiniphyllum
- Tribù Sabiceeae Bremek.
  - Generi: Hekistocarpa, Sabicea, Stipularia, Tamridaea, Temnopteryx, Virectaria
- Tribù Sherbournieae Mouly & B.Bremer
  - Generi: Atractogyne, Mitriostigma, Oxyanthus, Sherbournia
- Tribù Scyphiphoreae Kainul. & B. Bremer
  - Generi: Scyphiphora
- Tribù Sipaneeae Bremek.
  - Generi: Chalepophyllum, Dendrosipanea, Duidania, Neobertiera, Sipanea, Limnosipanea, Maguireothamnus, Neblinathamnus, Pseudohamelia, Pteridocalyx, Sipaneopsis, Steyermarkia
- Tribù Steenisieae Kainul. & B. Bremer
  - Generi: Steenisia
- Tribù Trailliaedoxeae Kainul. & B. Bremer
  - Generi: Trailliaedoxa
- Tribù Vanguerieae Dumort.
  - Generi: Afrocanthium, Bullockia, Canthium, Cuviera, Cyclophyllum, Eriosemopsis, Everistia, Fadogia, Fadogiella, Hutchinsonia, Keetia, Meyna, Multidentia, Peponidium, Perakanthus, Plectroniella, Psydrax, Pygmaeothamnus, Pyrostria, Robynsia, Rytigynia, Temnocalyx, Vangueria, Vangueriella, Vangueriopsis

## Coltivazione ed usi
Le Ixoroideae contengono alcuni generi di notevole valore economico. Tra i generi ben noti troviamo Ixora e Gardenia, che comprendono piante ornamentali molto popolari. Il valore economico maggiore però si riscontra nel genere Coffea, in particolare le specie Coffea arabica, Coffea canephora e Coffea liberica, coltivate per la produzione del caffè.